# 皮奥伊州坦博里尔
皮奥伊州坦博里尔（葡萄牙語：Tamboril do Piauí）是巴西皮奥伊州的一个市镇。总面积1578.64平方公里，总人口2897人，人口密度1.8人/平方公里。